# 出口なし
『出口なし』（でぐちなし、原題: Huis clos）は、ジャン＝ポール・サルトル による1944年の戯曲。フランス語の原題は、「非公開審理」を意味する法律用語である。1944年5月にヴィユ・コロンビエ劇場 で初演された。
本作は、3人の登場人物が謎めいた部屋に通されるところから始まる。そこは 死後の世界 であり、3人の死者たちは、共にこの部屋で永久に閉じ込められるという罰を受ける。
サルトルの有名な一節「地獄とは他人のことだ」は、本作を出典とする。この台詞は、まなざしと、人が自己を他者から見つめられる対象として捉えてしまうという絶え間ない存在論的苦闘についての、サルトルの思想を表現したものである。

## あらすじ
地獄に落ちた亡霊であるガルサン、イネス、エステルの3人は、謎めいた従業員のボーイによって、地獄の一室に閉じ込められる。3人とも、地獄には罪人を永久に罰するための拷問具があるものと思っていたが、実際の部屋は、フランス第二帝政期風の家具が置かれた平凡な場所である。
はじめは3人とも、自分が地獄に落とされた理由を認めようとしない。ガルサンは、自分は平和主義の立場を表明したために処刑されたのだと言う。エステルは、何かの間違いだと主張する。しかしイネスだけは、全員が自分をごまかすのはやめて、犯した罪を告白すべきだと言う。イネスは、3人が偶然同じ部屋に来ることになったという考えを否定する。彼女はまもなく、自分たちが集められたのは互いを不幸にするためだと気づき、3人はお互いに拷問者となる運命なのだという推測を述べる。
ガルサンは、3人がお互いに関わろうとせず黙っていればよい、と提案するが、イネスは処刑についての歌を歌い始める。エステルは身だしなみを整えるために鏡を探すが、見つからない。イネスはエステルを口説こうとし、自分が見えているものを伝えることであなたの鏡になってあげよう、と持ち掛けるが、かえってエステルを怯えさせることになる。まもなく、イネスはエステルに惹かれているが、エステルはガルサンに惹かれており、ガルサンは二人の女性のどちらにも興味がないことが明らかになる。
議論の末、3人は自分の罪を打ち明けることで、お互いに何を求めるべきなのかを知ろうとする。ガルサンは、妻を欺き虐げていた人物であり、軍を脱走して銃殺されていた。イネスは、 男性を嫌悪し、人を操ることに長けたサディストであり、従兄夫婦と同居しながら、従兄の妻だったフロランスを誘惑した。従兄はそのために自殺し、フロランスは罪の意識から、イネスと二人で寝ている間にガスを部屋に充満させ、窒息死したのだった。そしてエステルは、不倫の末に産まれた子供を殺害したことで、子供の父親を自殺させていた。
それぞれの罪が明らかになった後も、3人はお互いを苛立たせ続ける。エステルはガルサンを惹きつけようと、しだいに誘惑を大胆にしていく。ガルサンはついに誘いに乗ろうとし、イネスは激怒する。しかし、ガルサンは自らの罪の意識を振り払うことができず、エステルに、自分が戦時下の祖国を見捨てた卑怯者ではない、と認めるよう懇願する。エステルは応じるが、イネスは、エステルは誰でもいいから男と一緒になりたくて、彼に惹かれているふりをしているのだ、と嘲る。
このことをきっかけに、突如ガルサンは脱出を試み、何度もドアを開けようとする。すると、なぜか突然ドアが開くが、ガルサンは出ていくことができない。ほかの二人も、同様に留まっている。ガルサンは、自分が卑怯者ではなかったとイネスに認めさせない限り、救われることはないのだと言う。イネスはそれを拒み、ガルサンはまぎれもなく卑怯者であり、自分は永久に彼を不幸にし続けると宣言する。ガルサンは、拷問具や肉体的な罰ではなく「地獄とは他人のことだ」と悟る。
エステルは引き続きガルサンを誘惑しようとするが、ガルサンは、イネスの見ている前で抱くことはできないと言う。エステルは激高し、ペーパーナイフをとりあげてイネスを何度も刺す。イネスはエステルをたしなめ、自分たちはすでに死んでいるのだと言い、そのことを示すために自分の身を激しくナイフで突く。エステルは、自分たちが死んでおり永久に一緒に閉じ込められるのだと聞くと、急に笑い出す。その長い笑いの発作に、他の2人も加わる。最後にガルサンが言う。「さあ、続けようか」。

## 登場人物
ジョゼフ・ガルサン
臆病さと無情さを持つ人物であり、彼の処刑後、若い妻は「悲しみのあまり」死に至る。フランス出身で、第二次世界大戦中のフランス侵攻のさなかに軍を脱走した。妻に対しては不実であり、ある夜、家へ別の女性を連れ帰って一晩中音を響かせたが、翌朝妻がコーヒーを運んできたというエピソードを、妻への同情を全く示さずに語っている。
当初は、自分の弱さを見抜いているイネスを嫌い、エステルが彼を男として扱ってくれれば男らしくなれると考え、エステルを求めていた。しかし、劇の終盤までに、卑怯さや弱さの意味を理解しているのはイネスであり、もし救いがあるとすれば、それは彼女に赦されることだけなのだと考えるようになる。
イネス・セラノ
2番目に部屋に入ってくる人物。レズビアンで、郵便局員をしていた。自分の従兄の妻が、夫に対する認識を歪めて敵意を抱くように仕向け、従兄を自殺させた。
イネスは3人の中で唯一、ものの見方や考え方によって人に力を及ぼすことができると理解している人物だと考えられる。彼女は劇全体を通じて、エステルとガルサンの、本人や周りの人間に対する考え方を操っている。自分とガルサン、エステルが犯した悪行を隠そうとしない。また、自分が冷酷な人間であることを率直に認めている。
エステル・リゴー
上流階級の女性。金銭的事情から年配の男性と結婚したが、若い男性と関係を持っていた。その関係はエステルにとって単なる遊びにすぎなかったが、恋人は彼女に入れ込み、子供を授かった。エステルはホテルのバルコニーから海に子供を投げ落とし、そのことで恋人を自殺に追い込んだ。
男性と関係を持つことで女性として見られたいと願っており、劇全体を通してガルサンに言い寄っている。彼女の罪は、欺瞞と殺人、そして、殺人により自殺を引き起こしたことである。「男らしい男」に欲望を抱いているが、それこそガルサンが目指そうとしているものである。
ボーイ
各登場人物が入室するときに毎回同伴するが、実際に会話をする相手はガルサンのみである。彼についてはほとんど明らかにされないが、叔父がボーイ長をしていることと、瞼がないことが語られる。瞼についての話は、ガルサンの瞼が退化した話とつながる。

## 評価
本作は初演後、広く称賛を浴びた。1946年、アメリカのビルトモア劇場での初演後、批評家のスターク・ヤングは『ニュー・リパブリック』誌上で、「これこそ現代の演劇だ。すでに大陸中で上演されている」「好き嫌いを問わず見るべき」と評した。

## 翻訳
伊吹武彦による日本語訳がある。
主な収録書籍
- 『サルトル全集 第8巻 恭しき娼婦』、人文書院、1952年。
- 『筑摩世界文学大系 89 サルトル』、筑摩書房、1977年。

## 映画版
- 『出口なし（1954年の映画）（英語版） 』- Huis clos（1954年、ジャクリーヌ・オードリー（英語版）監督）
- 『出口なし（1962年の映画）（英語版） 』- No Exit（1962年、タッド・ダニエレブスキー（英語版） 監督）
- 『出口なし』- No Exit（2006年、 エチエンヌ・カロス監督）